# Poker Face (chanson d'Ayumi Hamasaki)
Pour les articles homonymes, voir Poker Face (homonymie).
Singles de Ayumi Hamasaki
Nothing from Nothing
(1995) You
(1998)
Poker Face (stylisé poker face) est le premier single d'Ayumi Hamasaki extrait de l'album A Song for XX publié en 1998. La chanson fut publiée sous divers formats, avec des contenus différents liés à une même chanson originale homonyme : un mini-CD en 1998, un disque vinyle en 1999, et un maxi-CD en 2001.

## Versions

### Édition originale
Poker Face (écrit en minuscules : poker face) est le 1er single de Ayumi Hamasaki sorti sous le label Avex Trax en 1998, ou son 2e single au total si l'on compte Nothing from Nothing attribué à Ayumi et sorti en 1995 sous un autre label.
Le single sort le 8 avril 1998 au Japon sous le label Avex Trax, produit par Max Matsuura, au format "mini-CD" de 8 cm (ancienne norme des singles au Japon). Il atteint la 20e place du classement de l'Oricon, et reste classé pendant six semaines pour un total de 43 140 exemplaires vendus durant cette période. Une autre version du single au format disque vinyle contenant des remixes sortira un an et demi plus tard, le 19 juin 1999. Comme les sept autres premiers singles de la chanteuse pour avex, il sera réédité au format « maxi-CD » de 12 cm le 28 février 2001 avec des remixes supplémentaires.
C'est en fait le deuxième single enregistré par la chanteuse, deux ans et demi après Nothing from Nothing sorti en 1995 sous son seul prénom Ayumi (featuring Dohzi-T and DJ Bass) sous son précédent label Nippon Columbia ; mais ce tout premier single n'est pas comptabilisé dans sa discographie officielle sur son nouveau label avex, ni dans ses statistiques de ventes établies par l'oricon, étant sorti sous un autre nom.
La chanson-titre de Poker Face a été utilisée comme thème d'ouverture de l'émission télévisée CDTV en mars 1998. La grand-mère de la chanteuse décéda le premier jour de l'enregistrement, raison pour laquelle Ayumi Hamasaki a déclaré ne pas aimer cette chanson. Elle figurera sur son album A Song for XX de janvier 1999, ainsi que la "face B" Friend, puis sur sa compilation A Complete: All Singles de 2008. Elle figurera aussi dans des versions remixées sur ses albums de remix Ayu-mi-x de 1999 et Super Eurobeat presents ayu-ro mix de 2000.
Toutes les paroles sont écrites par Ayumi Hamasaki, toute la musique est composée par Yasuhiko Hoshino (arrangt. : Akimitsu Honma).
| 1. | Poker Face (poker face)                 | 4:41 |
| 2. | Friend (FRIEND)                         | 4:12 |
| 3. | Poker Face (Instrumental) (poker face…) | 4:41 |
| 4. | Friend (Instrumental) (FRIEND…)         | 4:11 |

### Édition vinyle
Singles de Ayumi Hamasaki
To Be
(1999) Boys & Girls
(1999)
Singles par Ayumi Hamasaki
A Song for XX Signal
Poker Face (écrit : poker face) est un maxi 45 tours au format disque vinyle de Ayumi Hamasaki.
Il sort en édition limitée le 19 juin 1999 au Japon sous le label indépendant Rhythm Republic affilié à Avex Trax, le même jour que les versions vinyle de A Song for XX, Signal, et From Your Letter.
Il contient cinq versions remixées de la chanson-titre du premier single CD homonyme de la chanteuse sorti un an auparavant le 8 avril 1998, ainsi qu'une version vocale de la chanson.
Le premier remix du disque (D-Z Spiritual Guidance Mix) était déjà paru sur l'album de remix CD Ayu-mi-x sorti trois mois plus tôt, le 17 mars 1999. Les quatre autres remixes du disque figureront quant à eux sur la réédition de 2001 au format maxi-single du single CD.
Tous les autres titres remixés de l'album Ayu-mi-x sortent également en singles vinyles à la même période, du 5 juin au 17 juillet 1999 ; ces treize singles vinyles dont celui-ci seront ensuite réédités le mois suivant avec des pochettes différentes pour figurer dans le coffret Ayu-mi-x Box Set qui sortira le 11 août 1999.
Liste des titres
Toutes les paroles sont écrites par Ayumi Hamasaki, toute la musique est composée par Yasuhiko Hoshino.
| 1. | Poker Face "D-Z Spiritual Guidance Mix" (poker face...)            | D-Z                        | 06:24 |
| 2. | Poker Face "D-Z Spiritual Delusion Mix" (poker face...)            | D-Z                        | 05:56 |
| 3. | Poker Face "Nao's Attittude Mix" (poker face "NAO'S ATTITUDE MIX") | Bad Attitude + Beat Circus | 06:52 |

| 1. | Poker Face "Orienta-Rhythm Club Mix" (... "ORIENTA-RHYTHM CLUB MIX")  | Orienta-Rhythm   | 06:20 |
| 2. | Poker Face "KM Marble Life Remix" (poker face "KM MARBLE LIFE REMIX") | Koichi Matsumoto | 05:36 |
| 3. | Poker Face "Vocal track" (poker face...)                              |                  | 03:46 |

### Réédition
Singles de Ayumi Hamasaki
Evolution
(2001) Never Ever
(2001)
Poker Face (écrit en minuscules : poker face) est la réédition au format maxi-single en 2001 du premier single homonyme de Ayumi Hamasaki sorti chez Avex en 1998.
Comme les sept autres premiers singles de la chanteuse pour avex, le single original était sorti initialement au format « mini-CD » de 8 cm (ancienne norme des singles au Japon), le 8 avril 1998. Il est réédité le 28 février 2001 au format « maxi-single » de 12 cm (nouvelle norme au Japon), avec une pochette différente rouge, et quatre versions remixées de la chanson-titre en supplément déjà parues sur l'édition vinyle du single homonyme sortie le 19 juin 1999. Cette nouvelle édition atteint la 31e place du classement de l'Oricon et reste classée pendant deux semaines.
| 1. | Poker Face (poker face)                                        | 4:41 |
| 2. | Friend (FRIEND)                                                | 4:12 |
| 3. | Poker Face (KM Marble Life Remix) (… KM MARBLE LIFE REMIX)     | 5:38 |
| 4. | Poker Face (Nao's Attitude Mix) (… NAO'S ATTITUDE MIX)         | 6:52 |
| 5. | Poker Face (D-Z Spiritual Delusion Mix)                        | 5:58 |
| 6. | Poker Face (Orienta-Rhythm Club Mix) (ORIENTA-RHYTHM CLUB MIX) | 6:22 |
| 7. | Poker Face (Instrumental) (poker face…)                        | 4:41 |
| 8. | Friend (Instrumental) (FRIEND…)                                | 4:11 |

## Interprétations à la télévision
- Hey! Hey! Hey! Music Champ (20 avril 1998)
- Utaban (21 avril 1998)
- RAVE (24 avril 1998)
- Secret Live at Akasaka BLITZ  (8 mai 1999)